# 中安路 (高雄市)
中安路（Jhong'an Rd.）為高雄市前鎮區連結小港區的東西向主要道路。西起於中山四路口銜接中平路，東止於高鳳路口銜接東昇街。

## 沿線設施
(由西至東)
- SKM Park
- 高雄捷運公司
- 高雄捷運南機廠
- 高雄市前鎮區紅毛港國民小學
- 統一超商桂德門市
- 台灣中油新厝加油站中安路站
- 全家便利商店高雄中安店
- 統一超商樺鑫門市
- 高雄市立明義國民中學

## 公車資訊
- 港都客運
  - 69A 小港站－高雄火車站
  - 69B 小港站－明鳳三路－高雄火車站
  - 30 小港站－高雄長庚醫院
  - E06 空港快線B 捷運小港站－捷運高雄國際機場站－機場咖啡 (只經過此道路，並無停靠)
- 東南客運
  - 紅7A 小港站－孔宅站
  - 紅7B 小港站－明鳳三路－孔宅站
  - 紅7C 臨廣加工區－孔宅站

## 公共自行車
- 高雄市公共自行車租賃系統：
  - 捷運草衙站(2號出口)：中安路1-1號前
  - 高雄捷運股份有限公司：中安路1號前
  - 中安保華一路口：中安路318號(對面)
  - 中安德仁路口：中安路德仁路口西北側
  - 中安桂平街口	：中安路/桂平街(西北側)
  - 明義國中(高鳳路)：高鳳路/中安路口西南側

## 相關連結
- 高雄市主要道路列表